# Binh biến ngày 13 tháng Nho
Binh biến ngày 13 tháng Nho (tức ngày 5 tháng 10 năm 1795 theo Công lịch) là sự kiện giao tranh giữa quân đội Cách mạng Pháp và các lực lượng Bảo hoàng trên đường phố Paris.
Trận chiến này là một phần của việc thành lập một hình thức chính phủ mới, được gọi là Chính phủ Đốc chính, và nó là một yếu tố chính trong sự tiến bộ nhanh chóng trong sự nghiệp của vị tướng Cộng hòa Napoleon Bonaparte.